# 范燕青
范燕青（1955年6月—），男，汉族，江苏无锡人，中华人民共和国政治人物，曾任中共常州市委书记、常州市人大常委会主任，江苏省政协副主席，第十届全国人大代表，中共十七大代表。